# سینلنیکوفه
سینلنیکوفه (به روسی: Синельникове) شهری در استان دنیپروپتروفسک در کشور اوکراین است. جمعیت این شهر برابر با ۳۰,۰۲۱ (۲۰۲۱ تخمینی) نفر است.